# خانه صدرزاده نبوی طباطبایی
خانه صدر زاده نبوی طباطبایی مربوط به دوره قاجار است و در بروجرد، خیابان بحرالعلوم، کوچه مواهبی واقع شده و این اثر در تاریخ ۲۴ اسفند ۱۳۸۳ با شمارهٔ ثبت ۱۱۷۵۴ به‌عنوان یکی از آثار ملی ایران به ثبت رسیده است.